# Oxyethira macrosterna
Oxyethira macrosterna is een schietmot uit de familie Hydroptilidae. De soort komt voor in het Neotropisch gebied.